# Vanadi(IV) fluoride
Vanadi(IV) fluoride (công thức hóa học: VF4) là một hợp chất vô cơ của vanadi và fluor. Nó là chất rắn màu vàng nâu thuận từ rất hút ẩm. Không giống như vanadi(IV) chloride tương ứng, tetrafluoride không dễ bay hơi vì nó có cấu trúc polymer. Nó bị phân hủy trước khi nóng chảy.

## Điều chế và phản ứng
VF4 có thể được điều chế bằng cách xử lý VCl4 với HF:
VCl4 + 4 HF → VF4 + 4 HCl
Trong lần đầu tiên được khám phá, hợp chất được điều chế theo cách này. Nó bị phân hủy ở 325 °C, tạo thành tri- và pentafluoride:
2 VF4 → VF3 + VF5
Phản ứng của M2VF5 với khí fluor sẽ tạo ra M2VF6 (M = K, Rb, Cs), có màu hồng đến vàng, ổn định trong không khí.

## Cấu trúc
Cấu trúc của VF4 giống SnF4. Mỗi trung tâm vanadi có dạng bát diện, được bao quanh bởi sáu phối tử fluoride. Bốn trong số các trung tâm fluoride làm cầu nối với các trung tâm vanadi liền kề.
- V4+;      F−

## Hợp chất khác
VF4·NH3 được tạo thành khi cho VF5 tác dụng với khí amonia. Nó có màu nâu, phân hủy ở 250 °C (482 °F; 523 K). Phức VF4·py có màu xám hồng, phân hủy ở 150 °C (302 °F; 423 K). VF4·3en cũng được biết đến.